# Алекто білодзьобий
Алекто білодзьобий (Bubalornis albirostris) — вид горобцеподібних птахів родини ткачикових (Ploceidae).

## Поширення
Цей вид поширений в Африці на південь від Сахари. Мешкає в саванах і чагарникових ландшафтах, а також зустрічається поблизу населених пунктів і сільськогосподарських угідь.

## Опис
Кремезний птах, завдовжки від 23 до 24 сантиметрів. Доросла особина переважно чорна з білими плямами на спині та крилах. Конічний дзьоб дуже товстий і здається ще більшим, оскільки він увінчаний білим лобовим щитком. У племінних самців дзьоб білий. Доросла самиця та самець, що не розмножуються, схожі, але дзьоб чорний. Молоді птахи мають темно-коричневе оперення.

## Спосіб життя
Вид живе разом невеликими групами до восьми тварин. Вони шукають їжу переважно на землі, щоб поживитися насінням трави та дрібними комахами. Під час сезону розмноження ці птахи будують спільні гнізда на деревах, у яких може розміститися до восьми пар. Зазвичай вони використовуються та розширюються птахами протягом кількох років. Вони використовують колючі гілки як риштування для гнізда. Гніздові камери всередині вистелені травами і кореневими волокнами. Самиця відкладає в гніздо від 2 до 4 яєць. Молодь вигодовують комахами.